# Chronische myeloïde leukemie
Chronische myeloïde leukemie, ook wel CML, is een vorm van leukemie waarbij er een overmatige productie is van witte bloedcellen. Bij 95% van CML-patiënten wordt ook het Philadelphia chromosoom gevonden, een genetische abnormaliteit die kan ontstaan door straling (onder andere als gevolg van bestraling van andere kankervormen).
CML is een zeldzame ziekte. Per jaar komen er in Nederland zo’n 200-250 patiënten bij. De meeste patiënten zijn te vinden in de leeftijdsgroep van 50 tot 60 jaar. CML komt vaker voor bij mannen dan bij vrouwen.
Als medicijn kan imatinib worden toegediend waarvoor een studie in het New England Journal of Medicine een vijfjaarsoverleving van 89% laat zien. Ook de weesgeneesmiddelen Dasatinib (Sprycel) en Nilotinib (tasigna) kunnen gebruikt worden als remmende medicatie van deze afwijking.